# Томилов, Пётр Андреевич
Пётр Андреевич Томилов (31 августа 1907, Гаганово, Оренбургская губерния — 17 октября 1974, Копейск, Челябинская область) — машинист врубовой машины шахты 7-8 треста «Копейскуголь» (г. Копейск), Герой Социалистического Труда (1948).

## Биография
Пётр Томилов родился 31 августа 1907 года в крестьянской семье в деревне Гаганово Воскресенской волости Челябинского уезда Оренбургской губернии, ныне деревня входит в Мишкинский муниципальный округ Курганской области.
С 1916 года батрачил. Активно участвовал в общественной жизни.
В 1927 году вступил в комсомол, затем в коммунистическую партию.
В 1932 году по призыву партии приехал на Челябинские угольные копи. Начинал на шахте города Копейска забойщиком (горнорабочий очистного забоя).
Участник Всеуральского слета шахтеров-ударников в городе Свердловске (1933 год). 
С 1933 года работал машинистом врубовой машины на шахте № 7-8 Челябинских угольных копей, затем машинистом комбайна «Донбасс».
В годы Великой Отечественной войны выступил зачинателем подрубки угольного пласта двукратной зарубкой. Это позволило значительно увеличить производительность труда шахтёров-навалоотбойщиков. Метод Томилова стал основой для конструирования нового типа врубовых машин.
Вёл большую общественную работу. Избирался членом бюро парторганизации шахты, членом бюро райкома и обкома КПСС, членом ЦК профсоюза угольщиков, членом президиума обкома профсоюза угольщиков. В 1947 и 1950 годах избирался депутатом Верховного Совета РСФСР 2-го и 3-го созывов. Депутат Копейского городского Совета депутатов трудящихся (избран в 1957 и 1965 годах). С его помощью в Копейске были построены и оснащены современной техникой хлебозавод, горный техникум, ряд больниц, школ и клубов.
В 1959 году был делегатом XXI съезда Коммунистической партии Советского Союза.
Пётр Андреевич Томилов скончался 17 октября 1974 года. Похоронен в городе Копейске Челябинской области.

## Награды и звания
- Герой Социалистического Труда, 28 августа 1948 года
  - Орден Ленина № 79077
  - Медаль «Серп и Молот» № 2845
- Орден Ленина, 29 августа 1953 года
- Орден Трудового Красного Знамени, 4 сентября 1948 года
- Медаль «За трудовую доблесть», 14 апреля 1942 года
- Знак «Шахтёрская слава» II степени (1957 год) и III степени
- Звание «Почётный шахтёр».

## Память
- Улица Томилова в городе Копейске Челябинской области, имя присвоено в 1979 году.
- Бронзовый бюст на Аллее славы в городе Копейске.
- Мемориальная доска установлена по адресу город Копейск, ул. Томилова, 1; в 2014 году была обновлена — 55°07′15″ с. ш. 61°36′21″ в. д.HGЯO[4][5][6]

## Семья
Дочь Лидия Троянова, внучка Татьяна Каменьщикова.